# Benin
Benin, denumire oficială Republica Benin, este o țară în vestul Africii, cunoscută în vechime ca Dahomey. La sud este mărginită de Golful Guineea, de Togo și Nigeria la vest respectiv est precum și Burkina Faso și Niger la nord.

## Istorie
.

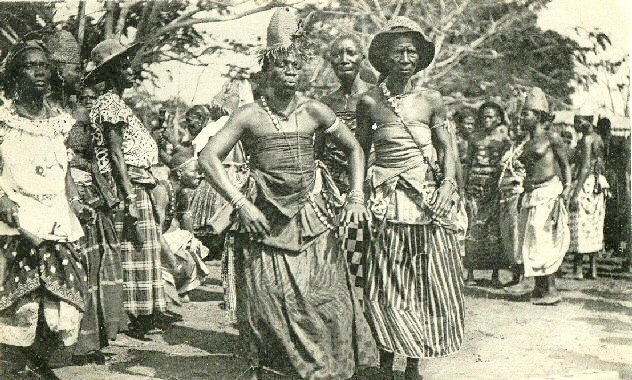
Sărbătoare la Abomey, 1908

Benin (fostă Dahomey) nu are o unitate geografică sau istorică și își datorează granițele rezolvării rivalității dintre francezi și englezi de la sfârșitul secolului al XIX-lea. Aceasta este cel mai vizibil în partea de nord a Beninului, unde populația are afinități mai degrabă cu populația din zona de graniță a țărilor vecine decât cu populația din sudul Beninului. Sudul Beninului are o oarecare unitate istorică prin existența în acea parte a câtorva regate, toate fiind în legătură cu populațiile Fon și Adja (din poporul Ewe). Regatele  Abomey (sau Dahomey) și Adjatché (devenit Porto-Novo), au fost fondate de către cei doi fii ai regelui Alladei care au fost formate în nordul și sud-estul regatului. În 1724 Abomey a cucerit Allada, a capturat portul Ouidah în 1727 și a devenit un regat faimos în comerțul cu sclavi. În aceeași perioadă, în Abomey au fost recrutate pentru serviciul regulat soldați-femei, cunoscute și ca "Amazoane".
Portughezii au fondat pe actuala coastă a Beninului un centru comercial la Porto Novo, urmați odată cu dezvoltarea comerțului cu sclavi de comercianții englezi, olandezi, spanioli și francezi. La mijlocul secolului al XVII-lea francezii și-au stabilit centre la Ouidah și Savé, în timp ce englezii și portughezii și-au construit forturi în apropiere la începutul secolului al XVIII-lea. În 1727 portughezii au construit un fort la Ouidah, care a rămas teritoriu portughez până în 1961.
Comerțul de coastă francez, englez și portughez a continuat și, odată cu scăderea puterii Yorubei, cei din Abomey au făcut în permanență incursiuni în Yoruba și spre vest în Ashanti. Prizonierii capturați în aceste campanii erau sacrificați sau exportați ca sclavi, până la sfârșitul secolului al XIX-lea. La mijlocul secolului al XIX-lea, treptat, comerțul cu sclavi a fost înlocuit de comerțul cu ulei de palmier. În 1857 francezii s-au stabilit în Grand Popo iar în 1868 au încheiat un tratat cu regele Abomey-ului prin care li s-a permis stabilirea unui centru comercial în Cotonou. Între timp britanicii s-au stabilit în Lagos, pe care și l-au anexat în 1861, cu scopul de a elimina comerțul cu sclavi.
Rivalitatea dintre britanici și francezi în Porto Novo, în care regii locali succesivi au luat partea când unora, când altora, s-a încheiat când în 1882 acesta a devenit protectorat francez, iar britanicii au stabilit posturi în diferite locații înspre vest. Acestea au fost mai târziu abandonate în urma înțelegerii anglo-franceze din 1888-1889. Dar Abomey a rămas în afara controlului francez iar animozitățile dintre aceștia și europeni au fost în continuă creștere, astfel că în 1889 nu a mai fost recunoscut dreptul de suveranitate al francezilor față de Cotonou, și Béhanzin, care a urcat pe tron în acel an, i-a atacat pe francezi acolo. Din armata sa au făcut parte și aproximativ 2000 de amazoane. Apoi în 1891 a atacat Porto Novo și Grand Popo. În 1893, francezii au trimis o forță expediționară, condusă de Dodds, care a cucerit Abomey-ul și l-a declarat protectorat francez. În 1894 Béhanzin s-a predat francezilor (a murit în exil în 1906 în Martinica). Fratele său, Aglio Agbo, care i-a succedat la tron, a fost exilat în 1899 pentru proastă administrare, și astfel s-a încheiat existența regatului Abomey.
Între 1892 și 1898 francezii și-au extins controlul spre nord, prefigurând forma modernă a statului Dahomey. În 1900 s-a început construcția căii ferate spre nord. În 1904 Dahomey a devenit colonie componentă a Federației Franceze a Africii de Vest.
În 1946, odată cu noua Constituție franceză, au primit un loc de deputat și două de senator în parlamentul francez, precum și o Adunare Teritorială aleasă cu un control substanțial al bugetului.
În urma reformelor din 1956-1957, a fost extinsă puterea Adunării Teritoriale, și un Consiliu Guvernamental ales de Adunare a primit control executiv asupra celor mai multe probleme teritoriale. În 1958 a fost acceptată Constituția propusă de guvernul generalului de Gaulle și s-a optat pentru statutul de republică autonomă în cadrul Comunității Franceze, conform noii constituții, ca Republica Dahomey, și independență deplină începând cu 1 august 1960.
Următorii 12 ani au reprezentat o perioadă de turbulență, din cauza tensiunilor etnice. Au avut loc mai multe lovituri de stat și schimbări de regim, principalele figuri politice fiind Sourou Apithy, Hubert Maga și Justin Ahomadegbé, fiecare reprezentând o regiune diferită a țării. Aceștia trei au căzut de acord asupra formării unui consiliu prezidențial, după ce violența a dus la eșecul alegerilor din 1970. În 1972, o lovitură de stat militară condusă de Mathieu Kérékou a răsturnat consiliul. El a stabilit un guvern marxist sub controlul Consiliului militar al revoluției (CNR), și țara a fost redenumită Republica Populară Benin, în 1975. În 1979, CNR a fost dizolvat și au fost ținute alegeri. La sfârșitul anilor '80, Kérékou a abandonat marxismul după o criză economică și a decis restabilirea unui sistem parlamentar capitalist. A pierdut alegerile din 1991, devenind primul președinte african negru care s-a retras după un vot negativ. A revenit la putere câștigând alegerile din 1996. În 2001, Kérékou a câștigat un nou mandat, după alegeri intens disputate. 

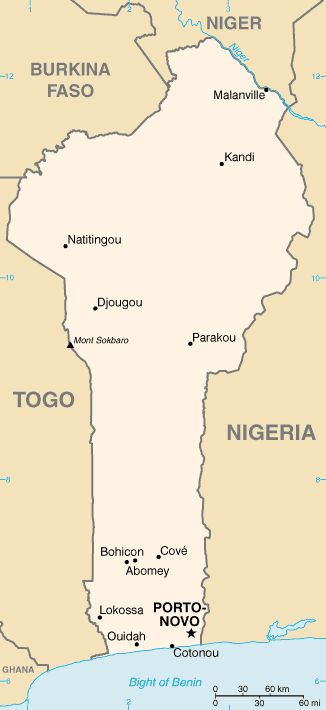
Harta Beninului

## Geografie
Situat între Râul Niger în nord și Golful Benin în sud, altitudinea în Benin este aproximativ uniformă în întreaga țară. Cea mai mare parte a populației trăiește în câmpiile de coastă din sud, unde se află și cele mai mari orașe din Benin, cum ar fi Porto Novo și Cotonou. Nordul țării cuprinde în cea mai mare parte savană și podișuri semiaride.
Clima în Benin este caldă și umedă, cu precipitații relativ reduse, deși există două anotimpuri ploioase (aprilie-iulie și septembrie-noiembrie).

## Economie
Economia Beninului rămâne subdezvoltată și dependentă de agricultura de subzistență, cultura bumbacului, și comerțul regional. Creșterea economică s-a stabilizat la aproximativ 5% în ultimii șase ani, dar explozia demografică a anulat cea mai mare parte a acestui progres. Inflația a scăzut în ultimii ani. Pentru a mări creșterea economică, Beninul intenționează atragerea a mai multor investiții străine, să pună mai mult accent pe turism, să faciliteze dezvoltarea de noi sisteme de procesare a alimentelor și produselor agricole și să încurajeze tehnologii moderne de comunicație. Politica de privatizare din 2001 ar trebui să continue în domeniile telecomunicațiilor, apei, electricității și agriculturii. Clubul de la Paris și creditorii bilaterali au detensionat situația datoriilor externe, în același timp îndemnând la accelerarea reformelor structurale.

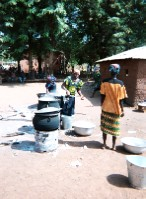
Fotografie din Benin

## Politica
Parlamentul Beninului are de 83 de locuri și se numește Adunarea Națională (Assemblée Nationale), pentru care se țin alegeri la fiecare patru ani. Șeful guvernului și șeful statului este președintele, care este ales în alegeri prezidențiale separate, ținute o dată la cinci ani. Președintele numește un consiliu de miniștri. În conformitate cu Constituția din 1990, un președinte poate avea maxim două mandate de cinci ani. Există de asemenea o limită de vârstă de 70 de ani pentru candidații prezidențiali.

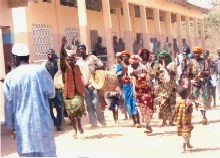
Fotografie din Benin

## Administrație
Beninul este împărțit în douăsprezece departamente:
- Alibori
- Atakora
- Atlantique
- Borgou
- Collines
- Donga
- Kouffo
- Littoral
- Mono
- Ouémé
- Plateau
- Zou

## Demografie

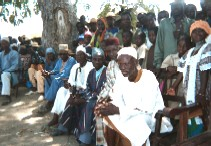
Grup din Benin

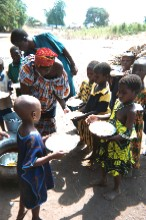
Copii din Benin

Există aproximativ 40 de grupuri etnice diferite care trăiesc în Benin, cel mai mare fiind Fon, care constituie circa 49% din populația Beninului. Alte grupuri etnice sunt Adja, Yoruba, Somba și Bariba. Majoritatea acestor grupuri etnice au propriile lor limbi, deși limba franceză este limba oficială, vorbită în special în orașe. Dintre limbile indigene, limbile Fon și Yoruba sunt cele mai vorbite.
Religiile indigene predomină, deși o mare parte a populației este creștină (în principal romano-catolică)  sau musulmană. Tradițiile și obiceiurile locale sunt deseori combinate cu cele creștine și musulmane.

## Cultură
Se crede că Vaudou (sau „Vodun” ori „Voodoo”, cum mai este numită) a apărut în Benin și a fost introdusă în Brazilia, Insulele Caraibe și părți ale Americii de Nord de către sclavii prinși din această regiune a Coastei Sclavilor. Religia indigenă din Benin este practicată de circa 60% din populație. Din 1992 „Vodun” a fost recunoscută ca una dintre religiile oficiale ale Beninului și o Sărbătoare Națională Vodun are loc pe 10 ianuarie.

## Limbi vorbite
Limba oficială este limba franceză. În afară de limba franceză, cele mai vorbite limbi din Benin sunt fon, yorouba, bariba și goun.